# Nicolas Ouédec
Nicolas Pierre Ouédec (Lorient, 28 de outubro de 1971) é um ex-futebolista francês.

## Carreira
A carreira de Ouédec é bastante ligada ao Nantes, onde estrearia em 1989, com apenas 18 anos. Até deixar os Canários em 1996, marcou 63 gols em 150 partidas. Manteve seu faro de artilheiro no Espanyol, deixando sua marca por 17 vezes, em 59 partidas.
Ouédec teve ainda uma má passagem pelo Paris Saint-Germain, em 1998. Não marcou nenhuma vez nos onze jogos que disputou pela equipe parisiense. Jogaria ainda por Montpellier e La Louvière até ir para o futebol chinês, onde representou o Dalian Shide entre 2001 e 2002, marcando de gols em 20 jogos.
Nico decidiu que era hora de parar em 2004, aos 32 anos, quando ainda atuava pelo Shandong Luneng.

## Seleção Francesa
Ouédec jogou sete partidas pela Seleção Francesa, marcando um gol.
Fez parte do elenco que disputou o Torneio da França, competição amistosa que servia de preparação para a Copa de 1998. O atacante, no entanto, foi preterido por Aimé Jacquet na lista final de convocados. Antes, disputou a Copa Kirin em 1994, no qual a França se tornaria campeã.